# 自動車安全運転センター
自動車安全運転センター（じどうしゃあんぜんうんてんセンター）は、自動車安全運転センター法（昭和50年法律第57号。以下法という）の規定に基づいて設立された警察庁所管の法人である。

## 概説
1975年（昭和50年）10月に、認可法人として設立され、2003年（平成15年）10月1日に特別民間法人となった。SDカードの発行元である。近年、会社が従業員の運転免許証の交通違反状況を調べる為、勝手に運転記録証明書の発行を申請するなど問題点もある。本部所在地は、東京都千代田区二番町3番地 麹町スクエア6階。各地の運転免許試験場およびその相当施設に支部を持つ。

## 団体の目的
自動車の運転に関する研修及び運転免許を受けていない者に対する交通の安全に関する研修の実施、運転免許を受けた者の自動車の運転に関する経歴に係る資料及び交通事故に関する資料の提供並びに交通事故等に関する調査研究を行うことにより、道路の交通に起因する障害の防止及び運転免許を受けた者等の利便の増進に資すること（法第1条）。

## 業務内容
センターは、第一条の目的を達成するため、次の業務を行う（法第29条）。
1. 運転免許を受けた者で自動車の運転に関し高度の技能及び知識を必要とする業務に従事するもの又は運転免許を受けた青少年に対し、その業務の態様に応じて必要とされ、又はその資質の向上を図るために必要とされる自動車の運転に関する研修を実施すること。
2. 運転免許を受けていない者のうち十六歳に満たないものに対し、道路における交通の安全に関する研修を実施すること。
3. 運転免許を受けた者が自動車の運転に関し道路交通法若しくは同法に基づく命令の規定又は同法の規定に基づく処分に違反したことにより内閣府令で定める場合に該当したときに、当該違反をした者に対し、その旨を書面で通知すること。
4. 運転免許を受けた者の自動車の運転に関する経歴に係る内閣府令で定める事項を記載した書面を、当該運転免許を受けた者の求めに応じて交付すること。
5. 交通事故に関し、その発生した日時、場所その他内閣府令で定める事項を記載した書面を、当該事故における加害者、被害者その他当該書面の交付を受けることについて正当な利益を有すると認められる者の求めに応じて交付すること。
6. 自動車の安全な運転に必要な技能に関する調査研究その他道路の交通に起因する障害の防止に資するための調査研究を行うこと。
7. 第一号、第二号及び前号に掲げる業務に係る成果の普及を行うこと。
8. 前各号に掲げる業務に附帯する業務
9. 前各号に掲げるもののほか、第一条の目的を達成するために必要な業務

## 沿革
- 1975年（昭和50年）10月 - 設立
- 2003年（平成15年）10月 - 特別民間法人化